# Dusona indistinctor
Dusona indistinctor är en stekelart som beskrevs av Hinz 1979. Dusona indistinctor ingår i släktet Dusona och familjen brokparasitsteklar. Inga underarter finns listade i Catalogue of Life.